# Обрад Егић
Обрад Егић (Гошић, код Кистања, 1. фебруар 1908 – Задар, 28. август 1986) био је учесник Народноослободилачке борбе, генерал-мајор ЈНА, публициста и народни херој Југославије.

## Биографија
Рођен је 1. фебруара 1908. године у селу Гошићу, код Кистања, . Потицао је из многобројне сиромашне сељачке породице. Био је пето дете и због лоших материјалних услова, није могао ићи редовно у основну школу, него ју је завршио приватно тек 1926. године. У јесен исте године, напустио је Буковицу и уписао је Пешадијску подофицирску школу у Билећи, коју је завршио 1928. године са врло добрим успехом. Потом је био распоређен у 26. пешадијски пук у Сиску.
Као љубитељ спорта, у Сиску се укључио у радничко-спортске организације. Био је добар атлетичар - најбољи у сисачком гарнизону и у Армији, па је у лето 1931. године учествовао на општем атлетском такмичењу у Сплиту, где је освојио прву награду - златни сат. Сарађујући са радничко-спортским друштвима, упознао је многе младе раднике са којима је иашо на излете, такмичења и слетове. С обзиром на његово сиромашно сељачко порекло, брзо је увидео све тешкоће радничког живота и определио се за раднички покрет.
Априлски рат 1941. године га је затекао на задарском фронту. Био је командир митраљеског вода и чете у 11. пуку. После расула Јадранске дивизије и његовог пука, из којег су многе војнике и подофицире и официре Немци заробили код Дрвара, Обрад је успео да избегне заробљеништво и врати се у Буковицу. Тада се повезао са члановима Комунистичке партије Југославије (КПЈ) – секретаром Месног комитета КПХ за Буковицу Никицом Поповићем и учитељем Савом Лежајићем и преко њих се укључио у Народноослободилачки покрет (НОП).
После тога је веома активно радио на организовању устанка у северној Далмацији. Одлазио је у Биоград, Шибеник, Бенковац и Равне котаре, где је прибављао оружје и преносио га у Буковицу. Почетком децембра 1941. године, из Биограда на мору, Егић одлази у родно село Гошић и потом у Добропољце, где формира ударну партизанску групу, чији је он био командант. С њом је извео неколико успешних акција и дивизија против италијанског окупатора.
Крајем јануара 1942. године, са својом групом од 12 наоружаних партизана пребацио се у унутрашњост Буковице, у Груловића станове, недалеко од Кистања, и тада улази у састав Буковичког партизанског одреда, у коме постаје заменик командира. Формирањем Првог севернодалматинског батаљона „Буде Борјан“, Егић је постављен за официра у Штабу батаљона, а затим учествује у борби против италијанског митраљеског батаљона, 21. маја 1942. године, у Горњем Ервенику, где се истиче у јуришу друге чете, наносећи непријатељу губитке од преко 50 заробљених официра и војника.
Као командир, на челу своје Омладинске чете, 21. јула је јуришао на Италијане и четнике у јужној Лици. Тада је тешко рањен у леђа и стомак. После опоравка у партизанској болници у Мартин Броду, постављен је за командира Буковичке партизанске чете, а нешто касније за заменика команданта Првог приморског партизанског батаљона. На положају Срима, код Водица први је јуришао на Италијане и четнике, па је својом храброшћу и одважношћу повукао и остале борце у јуриш. Тада је убијено и заробљено око 200 непријатељских војника, а заплењена је и велика количина оружја и муниције.
Крајем децембра 1942. године, постављен је за команданта Првог приморског партизанског батаљона. Тада је примљен и у чланство Комунистичке партије Југославије (КПЈ). Учествовао је у разбијању четника у селу Голубићу, код Книна, када је, без властитих губитака, заробио 20 четника. У току Четврте непријатељске офанзиве, командовао је Трећим батаљоном Пете далматинске бригаде и у бици за рањенике, у долини Неретве, с батаљоном пренео више од 20 тешких рањеника преко планине Прењ и Борачког језера, у току десет дана ношења сместио је рањенике у Невесињско поље.
Почетком априла 1943. године, на челу свог батаљона, јуришао је на четнике у Доњем Зимљу, код Мостара и нанео им осетне губитке, спречивши их да се пробију у Невесињско поље. Тада је поновно био тешко рањен. После расформирања Пете далматинске бригаде, половином априла, био је постављен за команданта Првог батаљона Друге далматинске ударне бригаде.
Са новим батаљоном, учествовао је у борби против Немаца на Сињајевини и обезбеђењу аеродрома на Његовуђи, где је у ноћи 27/28. маја 1943. године, прихваћена прва британска Војна мисија, која је дошла у Врховни штаб НОВ и ПОЈ. У бици на Сутјесци и Горњим Барама, Обрад је међу првима јуришао на Немце. И поред 55 бораца избачених из строја, у току четири дана и четири ноћи одбијао је све покушаје непријатеља да се, преко Планинице, пробије у долину Сутјеске. Тада су непријатељу нанесени велики губици и одбијено више од 25 јуриша. Врховни командант НОВ и ПОЈ Јосип Броз Тито, одао је тада признање Другој далматинској ударној бригади, истакавши да је она – „одиграла пресудну улогу у повлачењу наше главнине преко тјеснаца ријеке Сутјеске и показала дивне примјере упорности и херојства“. У пробоју немачког обруча на Зеленгори, 11. јуна 1943. године, Егић се први бацио на Немце, који су се прикрили у шуми и, захваљујући његовој одлучности, непријатељ је био разбијен и протеран уз знатне губитке.
После Пете непријатељске офанзиве, у августу 1943. године, у селу Бановићима, Егић је на челу свог батаљона јуришао на Немце, дајући примјер осталим борцима. Тада је непријатељ разбијен, изгубивши више од 50 војника. Заплењен је и знатни ратни материјал – две радио-станице, четири-пет митраљеза „шараца“, минобацача и много другог оружја и војничког материјала, а да притом његов батаљон није имао губитака. Убрзо потом, Обрад је постављен за заменика команданта Друге далматинске ударне бригаде.
Учествовао је и у разбијању четника код Колашина и у ослобођењу Андријевице, октобра 1943. године. Затим, 18. октобра 1943. године, на Чакору, где је разбијен немачки батаљон и заплењена велика количина ратног материјала. После ових успеха, Обрад је постављен за команданта Друге далматинске ударне бригаде.
Почетком марта 1944. године, као командант бригаде, командује Трећим батаљоном и Првим бокељским партизанским одредом у борби против четника и Немаца, на положају Бата и Чева у Црној Гори. Тада је разбијена велика четничка формација и уништено више од 250 четника, међу којима су била заробљена и два команданта батаљона. То је била изузетно значајна војничка и политичка победа бригаде над четницима у Црној Гори.
У јесен 1944. године, Друга пролетерска бригада је под његовом командом ослободила – Требиње, Конавле и Дубровник и у садејству са Првом бокељском бригадом – Рисан, Котор и Тиват, као и остале делове Боке Которске. У свим борбама Егић је показао умешност у командовању – победе и успехе над бројно већим и технички опремљенијим непријатељем остваривао је уз мале губитке бригаде.
Почетком 1945. године, постављен је за начелника Штаба Осме македонске дивизије Корпуса народне одбране Југославије (КНОЈ), а нешто касније за њеног команданта. Половином 1945. године по одлуци Штаба КНОЈ-а, са око 100 одабраних бораца, упућен на специјални задатак у источну Босну, на подручје Хан Пијеска, Кладња, Деветака, Соколца и Рогатице, због хватања Драже Михаиловића и преосталих четничких банди. Тада успео да разбије неколико група одметника.
Потом је био постављен за команданта Београдске дивизије КНОЈ-а, а недуго затим је био упућен у Совјетски Савез на школовање. Завршио је и Вишу војну академију ЈНА, 1950. године. у Југословенској народној армији налазио се на дужностима – команданта дивизије, на штабној дужности у дивизији и корпусу и на дужности команданта Војног одсека у Задру. Пензионисан је у чину генерал-мајора 1964. године.
Умро је 28. августа 1986. године у Задру.
Бавио се и публицистичким радом. Написао је књиге:
- Друга далматинска на Сутјесци, 1961. године
- Ратни дневник Друге пролетерске далматинске бригаде, 1967. године
- Народни хероји Друге пролетерске далматинске бригаде, 1968. године
- Дјечаци до руба планине, 1975. године
- Два рођења Девете далматинске дивизије, 1977. године

Такође је учествовао и у писању чланка, књига и монографија о Народноослободилачкој борби, од којих се истиче Монографија Друге далматинске бригаде, објављена 1982. године.
Носилац је Партизанске споменице 1941. и других југословенских одликовања, међу којима је Орден републике са златним венцем, Орден партизанске звезде са златним венцем, Орден братства и јединства са златним венцем и др. Орденом народног хероја одликован је 27. новембра 1953. године.